# بيل دونوهيو
بيل دونوهيو (بالإنجليزية: William Anthony Donohue) هو عالم اجتماع أمريكي، ولد في 18 يوليو 1947 في مانهاتن في الولايات المتحدة.